# 추석특선영화
《추석특선영화》는 대한민국의 텔레비전 방송사에서 추석에 편성 · 방영되는 시네마 전문 프로그램이다.

## 역사
1970년대부터 1990년대 초반까지 《추석특선영화》, 《추석특선방화》, 《추석특선외화》등의 나뉘어 사용해왔으나, 1990년대 중반부터 《추석특선영화》로 합쳐져, 오늘날에 이르게 명칭이 사용하고 있다.

## 과거 방영된 작품

### 1970년대
1973년
- 《이것이 한국이다》 (KBS)

1975년
- 《사상 최대의 작전》 (TBC)

1976년
- 《딸만셋이요》 (TBC)
- 《용서받지 못할 자》 (MBC)
- 《방자와 향단이》 (KBS)

1977년
- 《유정》 (TBC)
- 《카르멘》(발레) (MBC)
- 《남태평양의 진주》 (MBC)

1978년
- 《미스터로버츠》 (TBC)
- 《저승을 다녀온 사나이》 (MBC)

1979년
- 《비밀통로》 (MBC)
- 《80일간의 세계일주》 (TBC)
- 《태양은 가슴마다》 (KBS)

### 1980년대
1980년
- 《마부》 (KBS)
- 《옥례기》 (MBC)
- 《아빠가 최고야》 (MBC)
- 《세레나데》 (TBC)

1981년
- 《자이언트》 (KBS1)
- 《서방님 따라서》 (KBS2)
- 《카리브의 대해적》 (KBS2)
- 《슬픔은 그대 가슴에》 (MBC)

1982년
- 《새아씨》 (KBS2)
- 《웨스트 사이드 스토리》 (MBC)
- 《쇼의 모든 것》 (MBC)
- 《라스트 콘서트》 (KBS1)

1983년
- 《꼬마신랑》 (KBS1)
- 《80일간의 세계일주》 (KBS2)
- 《시집가는 날》 (MBC)
- 《율리시즈》 (MBC)

1984년
- 《자이언트》 (KBS2)
- 《삼손과 데릴라》 (MBC)

1985년
- 《대열차 강도》 (KBS2)
- 《돌아온 판도마》 (MBC)
- 《성룡의 소권괴초》 (MBC)

1986년
- 《쌍둥이 꼬마신랑》 (KBS1)
- 《돌의 초상》 (KBS2)
- 《형님먼저 아우먼저》 (MBC)
- 《개구장이 도련님》 (KBS2)
- 《당신만을 사랑해》 (MBC)

1987년
- 《안무가인》 (KBS2)
- 《걸식도사》 (KBS2)
- 《고향의 푸른잔디》 (MBC)

1989년
- 《록키 2》 (KBS1)
- 《워너스》 (KBS1)
- 《무인》 (KBS2)
- 《웬일이니》 (MBC)
- 《맨발의 억순이》 (KBS2)
- 《마당놀이 배비장전》 (MBC)
- 《대장 부리바》 (KBS1)
- 《팔도 주방장》 (MBC)
- 《분노의 계절》 (MBC)
- 《연산일기》 (MBC)
- 《광란의 얼굴》 (MBC)
- 《투명인간 자니》 (MBC)
- 《함부르크 첩보전》 (MBC)
- 《로맨스 그레이》 (MBC)
- 《성녀 마리워드》 (KBS1)
- 《Y의 체험》 (KBS2)

### 1990년대

#### 1990년대 전반
1990년
- 《독불장군》 (MBC)
- 《성공시대》 (MBC)
- 《화타와 조조》 (MBC)
- 《맨해턴의 여왕》 (KBS2)
- 《쫄병수첩》 (MBC)
- 《양철북》 (MBC)
- 《천국은구》 (MBC)

1991년
- 《엑설런트 어드벤처》 (KBS2)
- 《엘리게이터》 (KBS2)
- 《은행털이와 아빠와 나》 (KBS1)
- 《폴링 인 러브》 (MBC)
- 《폴리스 아카데미 3》 (MBC)
- 《부시맨2》 (KBS1)
- 《치티 치티 뱅뱅》 (KBS2)
- 《48시간》 (MBC)
- 《연산군》 (MBC)
- 《꽃상여》 (KBS1)
- 《황혼》 (MBC)
- 《상록수》 (KBS1)

1992년
- 《독불장군》 (KBS1)
- 《말해버릴까》 (MBC)
- 《천사와 사랑을》 (KBS2)
- 《프레데터》 (SBS)
- 《미친 사랑의 노래》 (KBS2)
- 《사랑은 지금부터 시작이야》 (KBS1)
- 《지금 우리는 사랑하고 싶다》 (SBS)
- 《야망의 다이너스티》 (KBS1)
- 《그들도 우리처럼》 (KBS2)
- 《17세의 쿠데타》 (KBS1)
- 《어네스트 형무소에 가다》 (KBS2)
- 《실연클럽》 (MBC)
- 《매드맥스》 (MBC)
- 《피터의 용》 (KBS2)
- 《너에게로 또 다시》 (KBS1)
- 《뉴욕 세남자와 아기》 (KBS2)
- 《인 투 더 나이트》 (SBS)
- 《카미유클로델》 (SBS)
- 《유클 잇러브》 (SBS)
- 《감자》 (MBC)
- 《하노이 포로수용소》 (SBS)

1993년
- 《내가 버린 남자》 (KBS2)
- 《외계번개왕》 (MBC)
- 《찰리 채플린 시리즈》 (MBC)
- 《풍네프의 연인들》 (MBC)
- 《자전거를 타고 온 연인》 (SBS)
- 《돈가방을 든 수녀》 (SBS)
- 《나는 날마다 일어선다》 (SBS)
- 《칵테일》 (KBS1)
- 《삿갓쓴장고》 (KBS2)
- 《여자의 일생》 (MBC)
- 《황제 오작두》 (SBS)
- 《브룩실즈의 브렌다 스타》 (SBS)
- 《자유부인》 (SBS)
- 《나이트게임》 (KBS1)
- 《필사의 스턴트 작전》 (KBS1)
- 《있잖아요 비밀이에요》 (KBS2)
- 《이조여인 잔혹사》 (MBC)
- 《하얀전쟁》 (MBC)
- 《겨울 미리내》 (SBS)
- 《시실리안》 (SBS)
- 《전당포》 (KBS1)
- 《장군의 아들》 (KBS2)
- 《바람과 함께 사라지다》 (KBS2)
- 《표적 없는 총성》 (MBC)
- 《지옥의 탈출》 (SBS)
- 《템페스트》 (SBS)
- 《아래층 여자 위층 남자》 (KBS2)
- 《제5의 사나이》 (MBC)

1994년
- 《피바케이츠의 꾸러기 요정 프레드》 (SBS)
- 《제5의 사나이》 (MBC)
- 《유람선의 아이들》 (KBS2)
- 《밤으로의 긴 여로》 (MBC)
- 《카트린드 뇌브의 사랑이여 다시 한번》 (SBS)
- 《운명의 칵테일》 (KBS2)
- 《아래층 여자 위층 남자》 (KBS2)
- 《천국의 땅》 (KBS2)
- 《소녀 18세》 (MBC)
- 《시라소니》 (SBS)
- 《아라비안 어드벤처》 (KBS2)
- 《바람 부는 날이면 압구정동에 가야 한다》 (KBS2)
- 《우리들의 일그러진 영웅》 (KBS2)
- 《사랑하고 싶은 여자, 결혼하고 싶은 여자》 (MBC)
- 《파시》 (MBC)
- 《소림호소자》 (SBS)
- 《이수일과 심순애》 (SBS)
- 《에이리언 3》 (SBS)
- 《위조지폐 소동》 (KBS2)
- 《알숙이들의 개성시대》 (KBS2)
- 《해리슨 포드의 실종자》 (KBS1)
- 《미스터 맘마》 (MBC)
- 《제이크 스피드》 (SBS)
- 《아리랑》 (SBS)
- 《못말리는 비행사》 (SBS)
- 《숲속의 방》 (SBS)

#### 1990년대 후반
1995년
- 《휘모리》 (KBS2)
- 《언더시즈》 (KBS1)
- 《구미호》 (KBS2)
- 《사선에서》 (MBC)
- 《성룡의 폴리스 스토리》 (SBS)
- 《데몰리션 맨》 (SBS)
- 《보디가드》 (KBS1)
- 《그여자 그남자》 (SBS)
- 《로저 래빗》 (MBC)
- 《최후의 탈옥 샹테》 (MBC)
- 《도어웨어》 (KBS2)
- 《영혼의 집》 (KBS1)
- 《하얀전쟁》 (MBC)
- 《적도의 꽃》 (SBS)
- 《선유락》 (KBS2)
- 《쾌찬차》 (KBS2)
- 《로저 래빗》 (MBC)
- 《암호명 니나》 (MBC)
- 《일하는 여자》 (KBS1)
- 《뽕 밭 나그네》 (MBC)
- 《그녀와 마지막 춤을》 (SBS)
- 《돈에 눌려 죽은 사나이》 (SBS)

1996년
- 《분노의 역류》 (KBS1)
- 《심비홍》 (MBC)
- 《동방불패》 (MBC)
- 《엄마에게 애인이 생겼어요》 (MBC)
- 《대통령의 딸》 (KBS2)
- 《홍콩투캅스》 (KBS2)
- 《욕망의 파편》 (KBS2)
- 《잃어버린 너》 (SBS)
- 《폴리스 스토리》 (SBS)
- 《쇼생크 탈출》 (KBS1)
- 《정글북》 (MBC)
- 《이소룡 일대기 드래곤》 (MBC)
- 《리셀 웨폰》 (MBC)
- 《구미호》 (KBS2)
- 《그녀와 마지막 춤을》 (SBS)
- 《폴리스 스토리 2》 (SBS)
- 《이연걸의 황비홍》 (SBS)
- 《손톱》 (SBS)
- 《붉은 10원》 (KBS1)
- 《딕 트레이시》 (MBC)
- 《파 앤 어웨이》 (MBC)
- 《투캅스 2》 (KBS2)
- 《최가박당 3》 (KBS2)
- 《젊은 남자》 (KBS2)
- 《페르세우스의 모험》 (SBS)
- 《지지 드레드》 (SBS)
- 《자녀목》 (SBS)
- 《케이프 피어》 (KBS1)
- 《이티》 (MBC)
- 《심봤다》 (KBS2)
- 《땡별》 (MBC)

1997년
- 《정글의 추적자》 (MBC)
- 《어른들은 청어를 굽는다》 (MBC)
- 《척 노리스의 숲 속의 전사》 (SBS)
- 《귀신 대소동》 (KBS1)
- 《다이하드 2》 (SBS)
- 《트루 라이즈》 (KBS2)
- 《무소의 뿔처럼 혼자서 가라》 (KBS1)
- 《동방불패》 (MBC)
- 《도둑의 시인》 (MBC)
- 《속 비각철》 (SBS)
- 《이니스트 슬램덩크》 (MBC)
- 《컷스로트 아일랜드》 (MBC)
- 《은행나무 침대》 (KBS2)
- 《귀여운 여인》 (KBS1)
- 《뱀파이어 해결사》 (MBC)
- 《슈퍼맨 2》 (KBS2)
- 《접시 꽃당신》 (KBS1)
- 《용형호제》 (KBS2)
- 《유치원에 간 사나이》 (SBS)
- 《서유기》 (MBC)
- 《로보캅》 (MBC)
- 《터미널 스피드》 (KBS1)
- 《목고구검》 (MBC)
- 《런어웨이》 (SBS)
- 《은마는 오지 않는다》 (KBS2)
- 《피노키오의 모험》 (MBC)
- 《버드의 마지막 휴가》 (EBS)
- 《벤지 위기일발》 (KBS2)
- 《슈퍼맨 3》 (SBS)
- 《용형호제 2》 (KBS2)
- 《서유기 2》 (MBC)
- 《스페셜 리스트》 (KBS2)
- 《총잡이》 (MBC)
- 《터미네이터 2》 (SBS)
- 《이연걸의 정무문》 (MBC)
- 《테러리스트》 (SBS)
- 《천장지구 2》 (KBS1)
- 《돌아온 영웅 홍길동》 (MBC)
- 《아기공룡둘리의 얼음별 대모험》 (KBS2)
- 《결혼이야기》 (SBS)
- 《아찌 아빠》 (KBS2)
- 《태극권 2》 (MBC)
- 《붉은 매》 (SBS)
- 《쥬라기공원》 (KBS2)
- 《압솔롬 탈출》 (MBC)
- 《홍번구》 (SBS)
- 《투캅스》 (KBS1)
- 《절대사랑》 (KBS2)
- 《아들나라》 (MBC)

1998년
- 《우견아랑》 (KBS2)
- 《최가박당 2》 (KBS1)
- 《연지구》 (KBS1)
- 《어새신》 (KBS2)
- 《이소룡의 맹룡과장》 (SBS)
- 《성룡의 용소야》 (KBS1)
- 《월레스와 그로밋》 (KBS1)
- 《말론 브란도 위험한 질주》 (EBS)
- 《성룡의 선더볼트》 (KBS2)
- 《패신저 57》 (MBC)
- 《고래사냥 2》 (KBS1)
- 《런 어웨이》 (SBS)
- 《엄마에게 애인이 생겼어요》 (MBC)
- 《성룡의 취권》 (SBS)
- 《모정》 (EBS)
- 《중국 용소자》 (KBS1)
- 《마그마 탐험대》 (KBS1)
- 《고스트 맘마》 (KBS2)
- 《GI 제인》 (MBC)
- 《브로큰 애로우》 (SBS)
- 《겟 어웨이》 (KBS1)
- 《귀천도》 (SBS)
- 《돈을 갖고 튀어라》 (MBC)
- 《신 유성호접점》 (KBS2)
- 《씨받이》 (KBS1)
- 《마법에 걸린 공주》 (MBC)
- 《헝그리 베스트 5》 (KBS2)
- 《슬램덩크 베스트 컬렉션》 (SBS)
- 《이연걸의 태극권》 (SBS)
- 《비행기에 꿈을 실은 라이트 형제》 (EBS)
- 《아찌 아빠》 (KBS1)
- 《하일복성》 (KBS1)
- 《연지구》 (KBS1)
- 《못말리는 비행사》 (SBS)
- 《작은 영웅 애런》 (KBS2)
- 《프레데터 2》 (KBS1)
- 《카피캣》 (MBC)
- 《코르셋》 (SBS)
- 《백발 마녀전》 (KBS2)
- 《오늘 같이 좋은 날》 (KBS1)
- 《녹색나라 삐삐의 모험》 (MBC)
- 《아기공룡 둘리의 얼음별 대모험》 (KBS2)
- 《주성치의 홍콩 007》 (SBS)
- 《마지막 방위》 (KBS1)
- 《내사랑 컬리수》 (KBS1)
- 《못말리는 람보》 (SBS)
- 《화성특공대》 (KBS2)
- 《스피드》 (KBS2)
- 《파이널 디시전》 (SBS)
- 《황비홍서 역웅사》 (MBC)
- 《개 같은 날의 오후》 (KBS1)
- 《스트레인저》 (KBS2)

1999년
- 《성룡의 나이스가이》 (KBS2)
- 《007 살인 면허》 (MBC)
- 《투캅스 2》 (KBS2)
- 《투명인간의 사랑》 (KBS1)
- 《마누라 죽이기》 (SBS)
- 《걸어서 하늘까지》 (MBC)
- 《성룡의 소컨괴초》 (SBS)
- 《나폴레옹》 (KBS1)
- 《폴리스 아카데미 2》 (KBS2)
- 《마지막 방위》 (KBS2)
- 《너티 프로페서》 (SBS)
- 《애들이 줄었어요》 (MBC)
- 《트위스트》 (KBS2)
- 《007 우어 아이즈 온 리》 (MBC)
- 《고스트 맘마》 (KBS2)
- 《환상커플》 (KBS1)
- 《돈을 갖고 튀어라》 (SBS)
- 《성룡의 비권》 (MBC)
- 《플루크》 (MBC)
- 《폴리스 아카데미 3》 (KBS2)
- 《쫄병수첩》 (KBS1)
- 《체인지》 (SBS)
- 《아이가 커졌어요》 (MBC)
- 《풍운》 (KBS2)
- 《007 다이아몬드는 영원히》 (MBC)
- 《워터월드》 (SBS)
- 《하이컨트리》 (KBS1)
- 《결혼이야기 2》 (KBS2)
- 《성룡의 소권》 (MBC)
- 《그들은 태양을 쏘았다》 (SBS)
- 《아나콘다》 (KBS2)
- 《나쁜 녀석들》 (MBC)
- 《찜》 (KBS2)
- 《여고괴담》 (SBS)
- 《은행나무침대》 (KBS1)
- 《영웅본색》 (SBS)
- 《팔도 사나이》 (MBC)
- 《에어버드》 (KBS1)
- 《데이라이트》 (KBS2)
- 《더블팀》 (MBC)
- 《넘버 3》 (SBS)
- 《해가 서쪽에서 뜬다면》 (KBS2)
- 《귀여운 여인》 (KBS1)
- 《블랙잭》 (MBC)
- 《단테스 피크》 (SBS)

### 2000년대

#### 2000년
- 《박하사탕》 (KBS2)
- 《벅시》 (EBS)
- 《딥 임팩트》 (MBC)
- 《우묵배미의 사랑》 (KBS1)
- 《아웃브레이크》 (KBS2)
- 《007 문레이커》 (MBC)
- 《에어 아메리카》 (SBS)
- 《도망자》 (SBS)
- 《유리의 성》 (MBC)
- 《사선에서》 (EBS)
- 《스피드 2》 (KBS2)
- 《007 옥터퍼시》 (MBC)
- 《수탉》 (SBS)
- 《페이스오프》 (KBS2)
- 《아라비아의 로렌스》 (EBS)
- 《마우스 헌트》 (MBC)
- 《비트》 (MBC)
- 《게임의 법칙》 (SBS)
- 《멕시멈 리스크》 (MBC)
- 《도망자 2》 (SBS)
- 《정사》 (SBS)
- 《해가 서쪽에서 뜬다면》 (MBC)
- 《클리프 행어》 (EBS)
- 《아마겟돈》 (KBS2)
- 《배트맨과 로빈》 (SBS)
- 《주유소 습격사건》 (SBS)
- 《간디》 (EBS)
- 《찜》 (KBS2)
- 《초록물고기》 (MBC)
- 《할렐루야》 (SBS)
- 《외계의 추적자》 (KBS2)
- 《고스트 맘마》 (KBS1)
- 《혹성탈출》 (SBS)
- 《결투》 (KBS2)

#### 2001년
- 《에너미 오브 스테이트》 (KBS2)
- 《러시아워》 (MBC)
- 《강원도의 힘》 (MBC)
- 《이방인의 땅》 (EBS)
- 《넘버 3》 (SBS)
- 《맨 인 블랙》 (KBS2)
- 《춘향뎐》 (KBS1)
- 《쥬라기공원》 (KBS2)
- 《진짜 사나이》 (MBC)
- 《아마데우스》 (KBS1)
- 《투캅스》 (SBS)
- 《투캅스 2》 (SBS)
- 《투캅스 3》 (SBS)
- 《섬총사》 (EBS)
- 《용가리》 (KBS2)
- 《벙어리 삼룡이》 (KBS1)
- 《아이언 마스크》 (MBC)
- 《현상수배》 (MBC)
- 《해가 서쪽에서 뜬다면》 (KBS1)
- 《서편제》 (KBS2)
- 《신세기 에반게리온》 (MBC)
- 《테러리스트》 (KBS1)
- 《주유소 습격사건》 (SBS)
- 《히트》 (MBC)
- 《백 투 더 퓨처 3》 (SBS)
- 《타이타닉》 (KBS2)
- 《성룡의 CIA》 (SBS)
- 《반칙왕》 (SBS)
- 《엑시덴탈 스파이》 (KBS2)
- 《마스크 오브 조로》 (MBC)
- 《고질라》 (MBC)
- 《인샬라》 (KBS2)
- 《영구와 부시맨》 (SBS)

#### 2002년
- 《베이비 세일》 (SBS)
- 《나는 날마다 일어선다》 (MBC)
- 《신투차세대》 (KBS2)
- 《글래디에이터》 (SBS)
- 《조지 오브 정글》 (KBS2)
- 《태양의 제국》 (EBS)
- 《식스센스》 (KBS1)
- 《고질라》 (MBC)
- 《툼 레이더》 (KBS2)
- 《러시아워》 (MBC)
- 《주유소 습격사건》 (SBS)
- 《영구와 공룡 쮸쮸》 (SBS)
- 《티라노의 발톱》 (SBS)
- 《드래곤 투카》 (SBS)
- 《용가리》 (SBS)
- 《내 남자친구의 결혼식》 (KBS2)
- 《세븐틴》 (MBC)
- 《신라의 달밤》 (SBS)
- 《친구》 (SBS)
- 《엽기적인 그녀》 (KBS2)
- 《택시》 (KBS2)
- 《웨딩 싱어》 (MBC)
- 《빅 대디》 (MBC)
- 《나홀로 집에 3》 (SBS)
- 《보거스》 (SBS)
- 《반칙왕》 (KBS2)
- 《조용한 가족》 (KBS2)
- 《인생은 아름다워》 (KBS1)
- 《천국의 아이들》 (MBC)
- 《스타워즈 에피소드 1: 보이지 않는 위험》 (MBC)
- 《아메리칸 뷰티》 (SBS)
- 《이완 맥그리거의 인질》 (KBS1)
- 《비상계엄》 (MBC)

#### 2003년
- 《장군의 아들》 (SBS)
- 《2009 로스트 메모리즈》 (KBS2)
- 《반지의 제왕 - 반지원정대》 (KBS2)
- 《레이더스》 (MBC)
- 《꼬마 유령 캐스퍼》 (KBS2)
- 《어머 물고기가 됐어요》 (KBS2)
- 《재밌는 영화》 (SBS)
- 《슈렉》 (KBS2)
- 《클리프 행어》 (SBS)
- 《소림축구》 (KBS2)
- 《친니친니》 (MBC)
- 《글래디에이터》 (SBS)
- 《마이너리티 리포트》 (SBS)
- 《인디아나 존스: 미궁의 사원》 (MBC)
- 《카미유 클로텔》 (KBS1)
- 《용가리》 (KBS1)
- 《터미네이터 2》 (KBS2)
- 《미션 임파서블 2》 (MBC)
- 《나이스가이》 (SBS)
- 《넘버 3》 (MBC)
- 《달마야 놀자》 (SBS)
- 《조폭 마누라》 (SBS)
- 《화양연화》 (KBS1)
- 《버스, 정류장》 (KBS2)
- 《인디아나 존스: 최후의 성전》 (MBC)
- 《라이터를 켜라》 (SBS)
- 《울랄라 시스터즈》 (MBC)
- 《좋은걸 어떡해》 (KBS1)
- 《스몰 솔저》 (KBS2)
- 《스파이 키드》 (KBS2)
- 《버티칼 리미트》 (MBC)
- 《퐁네프의 연인들》 (SBS)
- 《촉산전》 (MBC)
- 《엑스맨》 (SBS)
- 《홀리 맨》 (KBS1)
- 《미녀 삼총사》 (SBS)
- 《교도소 월드컵》 (KBS2)
- 《신라의 달밤》 (SBS)
- 《하나 그리고 둘》 (KBS1)
- 《일단 뛰어》 (MBC)
- 《안토니아스 라인》 (MBC)

#### 2004년
- 《섬》 (SBS)
- 《해리포터와 마법사의 돌》 (SBS)
- 《해안선》 (MBC)
- 《스파이더맨》 (KBS2)
- 《무간도 2: 혼돈의 시대》 (KBS2)
- 《첫사랑 사수궐기대회》 (MBC)
- 《당개》 (MBC)
- 《조폭마누라 2》 (SBS)
- 《내츄럴 시티》 (KBS2)
- 《오! 브라더스》 (MBC)
- 《깝스》 (SBS)
- 《상하이 눈》 (KBS2)
- 《투게더》 (KBS1)
- 《스캔들: 조선남녀상열지사》 (KBS2)
- 《미션 임파서블 2》 (MBC)
- 《선생 김봉두》 (SBS)
- 《원더풀 데이즈》 (ITV)
- 《해적, 디스코왕 되다》 (KBS2)
- 《집으로 가는 길》 (KBS1)
- 《아메리칸 히스토리 X》 (ITV)
- 《영웅》 (MBC)
- 《책상서랍 속의 동화》 (KBS1)
- 《터미네이터 3: 라이즈 오브 더 머신》 (SBS)
- 《와일드카드》 (SBS)
- 《화성으로 간 사나이》 (KBS2)
- 《차이나 스트라이크 포스》 (KBS2)
- 《하면된다》 (MBC)
- 《인디펜던스 데이》 (SBS)
- 《똥개》 (MBC)
- 《살인의 추억》 (SBS)
- 《머스킷티어》 (KBS2)
- 《용가리》 (KBS2)
- 《철도원》 (MBC)
- 《오해피데이》 (SBS)
- 《메달리온》 (SBS)
- 《패트리어트: 늪 속의 여우》 (SBS)
- 《갱스 오브 뉴욕》 (MBC)
- 《아나콘다》 (MBC)
- 《쥬라기 공원 2: 잃어버린 세계》 (SBS)
- 《반지의 제왕: 두 개의 탑》 (SBS)
- 《엘시드: 전설의 영웅》 (KBS1)
- 《아메리칸 스윗하트》 (KBS2)
- 《와호장룡》 (MBC)
- 《미션 임파서블 2》(MBC)
- 《빅 대디》 (MBC)
- 《슈퍼 차일드》 (KBS1)
- 《턱시도》 (SBS)
- 《책상 서랍 속의 동화》 (KBS1)
- 《싱글즈》 (KBS2)
- 《분노의 질주》 (MBC)

#### 2005년
- 《바람의전설》 (MBC)
- 《시실리 2km》 (MBC)
- 《연애소설》 (MBC)
- 《자이언트》 (KBS1)
- 《내 남자의 로맨스》 (KBS2)
- 《반지의 제왕: 두 개의 탑》 (SBS)
- 《반지의 제왕: 왕의 귀환》 (SBS)
- 《그녀를 믿지 마세요》 (MBC)
- 《달마야 서울가자》 (MBC)
- 《오! 브라더스》(MBC)
- 《닥터지바고》 (KBS1)
- 《웰컴 미스터 맥도날드》 (KBS1)
- 《까불지마》 (KBS2)
- 《S 다이어리》 (KBS2)
- 《몽정기2》 (KBS2)
- 《말죽거리 잔혹사》 (SBS)
- 《엑시트운즈》 (SBS)
- 《어린신부》 (MBC)
- 《아라한 장풍대작전》 (MBC)
- 《주유소습격사건》 (MBC)
- 《바람과 함께 사라지다》 (KBS1)
- 《내 여자친구를 소개합니다》 (KBS2)
- 《반헬싱》 (KBS2)
- 《늑대의유혹》 (SBS)
- 《하류인생》 (SBS)
- 《실미도》 (MBC)
- 《연인》 (MBC)
- 《스팅》 (KBS1)
- 《B형 남자친구》 (KBS2)
- 《가문의영광》 (KBS2)
- 《위대한유산》 (SBS)
- 《태극기 휘날리며》 (SBS)
- 《더 원》 (KBS2)

#### 2006년
- 《여자는 남자의 미래다》 (KBS1)
- 《구세주》 (MBC)
- 《클린》 (SBS)
- 《강력3반》 (KBS2)
- 《무인 곽원갑》 (MBC)
- 《턱시도》 (SBS)
- 《너는 내 운명》 (KBS2)
- 《상하이 나이츠》 (MBC)
- 《80일간의 세계일주》 (MBC)
- 《작업의 정석》 (SBS)
- 《조폭 마누라 2 - 돌아온 전설》 (SBS)
- 《스타 워즈 에피소드 4: 새로운 희망》 (KBS2)
- 《쿵푸 허슬》 (KBS2)
- 《마파도》 (KBS2)
- 《해적 디스코왕 되다》 (MBC)
- 《캐리비안의 해적: 블랙 펄의 저주》 (MBC)
- 《댄서의 순정》 (MBC)
- 《미스터 주부퀴즈왕》 (SBS)
- 《가문의 위기 - 가문의 영광 2》 (SBS)
- 《스타워즈 에피소드 5: 제국의 역습》 (KBS2)
- 《신화 - 진시황릉의 비밀》 (MBC)
- 《싸움의 기술》 (MBC)
- 《공공의 적 2》 (MBC)
- 《귀신이 산다》 (SBS)
- 《흡혈형사 나도열》 (SBS)
- 《메달리온》 (SBS)
- 《스타워즈 에피소드 6: 제다이의 귀환》 (KBS2)
- 《음란서생》 (KBS2)
- 《S 다이어리》 (KBS2)
- 《광식이 동생 광태》 (MBC)
- 《야수》 (MBC)
- 《잠복근무》 (SBS)
- 《투사부일체》 (SBS)
- 《색즉시공》 (SBS)
- 《까불지마》 (KBS1)
- 《두사부일체》 (KBS1)
- 《친절한 금자씨》 (KBS2)
- 《역전의 명수》 (KBS2)
- 《웰컴투 동막골》 (MBC)
- 《몽정기》 (MBC)
- 《연애술사》 (SBS)

#### 2007년
- 《로망스》 (KBS2)
- 《잠복근무》 (SBS)
- 《잘살아보세》 (KBS2)
- 《터미널》(KBS2)
- 《투사부일체》 (SBS)
- 《열혈남아》(KBS2)
- 《여름이 가기전에》(KBS2)
- 《타짜》(KBS2)
- 《아이, 로봇》(KBS2)
- 《괴물 (TV 최초 선공개)》[1] (KBS2)
- 《Mr. 로빈 꼬시기》(KBS2)
- 《잔혹한 출근》 (MBC)
- 《범죄의 재구성》 (SBS)
- 《울어야 사는 여자》(KBS1)
- 《아일랜드》(SBS)
- 《반지의 제왕: 두 개의 탑》 (SBS)
- 《반지의 제왕: 왕의 귀환》 (SBS)
- 《여름연가》 (KBS1)
- 《청춘만화》 (KBS2)
- 《우아한 세계》 (KBS2)
- 《누가 그녀와 잤을까?》 (MBC)
- 《옹박 - 두 번째 미션》 (MBC)
- 《플라이 대디》 (KBS2)
- 《언덕 및 세상》 (KBS1)
- 《바람의 파이터》 (SBS)
- 《야수》 (MBC)
- 《당신은 핕팬과 키를 재 본적이 있습니까》 (KBS1)
- 《BB프로젝트》(SBS)
- 《천하장사 마돈나》 (KBS2)
- 《미녀는 괴로워》 (SBS)
- 《가문의 부활》 (MBC)
- 《거룩한 계보》 (KBS2)
- 《무도리》 (MBC)
- 《세번째 시선》 (KBS1)
- 《김관장 대 김관장 대 김관장》 (MBC)
- 《복면달호》 (SBS)
- 《사생결단》 (MBC)
- 《가문의 위기》 (MBC)
- 《중천》 (SBS)

#### 2008년
- 《뮌헨》 (KBS2)
- 《아주르와 아스마르》 (KBS2)
- 《미션 임파서블 3》 (MBC)
- 《캥거루 잭》 (SBS)
- 《즐거운 인생》 (SBS)
- 《아스라이》 (KBS1)
- 《원스 어폰 어 타임》 (KBS2)
- 《캐리비안의 해적: 망자의 함》 (MBC)
- 《배트맨 비긴즈》 (SBS)
- 《러시아워 3》 (SBS)
- 《바르게 살자》 (SBS)
- 《타짜》 (KBS2)
- 《6년째 연애중》 (KBS2)
- 《무방비도시》 (MBC)
- 《상사부일체》 (MBC)
- 《마파도 2》 (SBS)
- 《매트릭스 2》 (SBS)
- 《두뇌유희 프로젝트, 퍼즐》 (KBS2)
- 《권순분 여사 납치사건》 (KBS2)
- 《두 얼굴의 여친》 (MBC)
- 《이장과 군수》 (SBS)
- 《터미네이터 3》 (SBS)
- 《말할 수 없는 비밀》 (KBS1)
- 《식객》 (SBS)

#### 2009년
- 《좋지 아니한가》 (KBS2)
- 《쏜다》 (MBC)
- 《사랑하니까, 괜찮아》 (KBS1)
- 《올드미스 다이어리 극장판》 (KBS2)
- 《최강 로맨스》 (MBC)
- 《브루스 올마이티》 (EBS)
- 《마강호텔》 (MBC)
- 《적벽대전: 거대한 전쟁의 시작》 (MBC)
- 《울학교 이티》 (KBS2)
- 《와호장룡》 (EBS)
- 《언더 더 쎄임 문》 (KBS1)
- 《바르게 살자》 (SBS)
- 《스카우트》 (KBS2)
- 《적벽대전 2: 최후의 결전》 (MBC)
- 《마스크 오브 조로》 (EBS)
- 《워낭소리》 (SBS)
- 《테이큰》 (KBS2)
- 《즐거운 인생》 (SBS)
- 《DOA》 (MBC)

### 2010년대

#### 2010년
- 《뉴욕 아이 러브 유》 (KBS1)
- 《꼬마 니콜라》 (KBS2)
- 《청담보살》 (KBS2)
- 《거북이 달린다》 (MBC)
- 《19》 (SBS)
- 《아더와 미니모이》 (KBS1)
- 《시간 여행자의 아내》 (KBS1)
- 《엽문》 (KBS2)
- 《의형제》 (KBS2)
- 《해운대》 (SBS)
- 《아더와 미니모이》 (KBS1)
- 《슬럼독 밀리어네어》 (KBS1)
- 《과속스캔들》 (KBS2)
- 《거룩한 계보》 (KBS2)
- 《육혈포 강도단》 (MBC)
- 《김씨 표류기》 (SBS)
- 《황후화》 (MBC)
- 《천국의 우편배달부》 (SBS)

#### 2011년
- 《이끼》 (KBS2)
- 《방가? 방가!》 (KBS2)
- 《조선명탐정 각시투구꽃의 비밀》 (KBS2)
- 《님은 먼곳에》 (KBS2)
- 《전우치》 (SBS)
- 《내사랑 내곁에》 (SBS)
- 《님은 먼곳에》 (MBC)

#### 2012년
2012년
- 《만추》 (SBS)
- 《써니 (감독판)》 (SBS)
- 《다빈치코드》 (KBS1)
- 《조선명탐정 각시투구꽃의 비밀》 (KBS1)
- 《오싹한 연애》 (KBS2)
- 《퀵》 (KBS2)
- 《고지전》 (KBS2)
- 《완득이》 (MBC)
- 《형제》 (EBS)
- 《음식남녀》 (EBS)
- 《몬스터 주식회사》 (EBS)
- 《천하장사 마돈나》 (EBS)

#### 2013년
- 《내 아내의 모든 것》 (MBC)
- 《코리아》 (KBS2)
- 《알투비 리턴 투베이스》 (KBS2)
- 《본 아이덴티티》 (KBS1)
- 《본 슈프리머시》 (KBS1)
- 《댄싱퀸》 (KBS2)
- 《마이웨이》 (MBC)
- 《바람과 함께 사라지다》 (KBS2)
- 《늑대소년 (TV 최초 선공개)》[2] (KBS2)
- 《파파로티》 (SBS)
- 《도둑들》 (SBS)
- 《베를린》 (MBC)
- 《광해》 (KBS2)
- 《박수건달》 (SBS)
- 《평양성》 (SBS)

#### 2014년
- 《감기》 (SBS)
- 《레드: 더 레전드》 (MBC)
- 《전설의 주먹》 (SBS)
- 《미스터 고》 (SBS)
- 《퍼시픽 림》 (MBC)
- 《관상》 (SBS)
- 《피끓는 청춘》 (KBS2)
- 《댄싱퀸》 (KBS2)
- 《소원》 (SBS)
- 《집으로 가는 길》 (KBS2)
- 《오블리비언》 (MBC)
- 《더 테러 라이브》 (KBS2)
- 《스파이》 (MBC)
- 《용의자》 (SBS)
- 《베를린》 (MBC)
- 《타워》 (SBS)
- 《감시자들》 (MBC)

#### 2015년
- 《스타워즈: 보이지 않는》 (EBS)
- 《표적》 (KBS2)
- 《레옹》 (KBS1)
- 《스타워즈:클론의 습격》 (EBS)
- 《피 끓은 청춘》 (KBS2)
- 《워터 디바이너》 (KBS1)
- 《개구쟁이 스머프》 (EBS)
- 《왕의 남자》 (EBS)
- 《기술자들》 (SBS)
- 《허심관》 (KBS2)
- 《패딩턴》 (KBS1)
- 《명량 (TV 최초 선공개)》 (KBS2)

#### 2016년
- 《타워》 (SBS)
- 《미쓰 와이프》 (SBS)
- 《극비수사》 (KBS2)
- 《슈렉》 (EBS1)
- 《대호》 (KBS2)
- 《열정같은소리하고있네》 (SBS)
- 《맨인 블랙》 (EBS1)
- 《싱글즈》 (KBS1)
- 《슈렉 2》 (EBS1)
- 《설국열차》 (EBS1)
- 《인어공주》 (KBS1)
- 《오아시스》 (KBS1)
- 《월레스와 그로밋 - 거대 토끼의 저주》 (EBS1)
- 《후크》 (EBS1)
- 《베테랑》 (tvN)
- 《터미네이터 제니시스》 (KBS2)
- 《김종욱 찾기》 (EBS1)
- 《극장판 꼬마버스 타요의 에이스 구출작전》 (EBS1)
- 《도리화가》 (tvN)
- 《암살》 (SBS)
- 《내부자들: 디 오리지널》 (KBS2)
- 《무간도》 (EBS)
- 《오빠생각》 (KBS1)
- 《인생은 아름다워》 (EBS1)
- 《뷰티 인사이드》 (SBS)
- 《해운대》 (EBS1)

#### 2017년
- 《내부자들》 (KBS2)
- 《라붐》 (EBS1)
- 《고산자, 대동여지도》 (KBS1)
- 《베스트 오퍼》 (EBS1)
- 《스피드》 (EBS1)
- 《우리 형》 (EBS1)
- 《시소》 (SBS)
- 《당신, 거기 있어줄래요》 (KBS2)
- 《장수상회》 (SBS)
- 《라푼젤》 (EBS1)
- 《뷰티 인사이드》 (SBS)
- 《아이스 에이지》 (EBS1)
- 《변호인》 (JTBC)
- 《블레이드 리너》 (EBS1)
- 《아이스 에이지 2》 (EBS1)
- 《굿바이 싱글》 (SBS)
- 《인천상륙작전》 (KBS2)
- 《밀정》 (JTBC)
- 《흑성탈출: 진화의 시작》 (EBS1)
- 《오빠생각》 (KBS1)
- 《극비수사》 (KBS2)
- 《아이스 에이지 3》 (EBS1)
- 《부산행》(MBC)[3]
- 《터널》 (SBS)
- 《형》 (KBS2)
- 《바닷마을 다이어리》 (EBS1)
- 《반지의 제왕: 두개의 탑》 (EBS1)
- 《검사외전》 (SBS)
- 《스포트라이트》 (KBS1)
- 《타이타닉》 (EBS1)
- 《반지의 제왕: 왕의 귀환》 (EBS1)
- 《비정규직 특수요원》 (KBS1)
- 《범죄와의 전쟁: 나쁜놈들 전성시대》 (EBS1)
- 《럭키》 (KBS2)
- 《도둑들》 (EBS1)

#### 2018년
- 《엄마의 공책》 (KBS1)
- 《가디언즈 오브 갤럭시》 (KBS2)
- 《셜록 4》 (EBS1)
- 《럭키》 (KBS2)
- 《리틀 포레스트》 (SBS)
- 《해적: 바다로 간 산적》 (SBS)
- 《아이캔 스피크》 (SBS)
- 《청년경찰》 (SBS)
- 《검사외전》 (SBS)
- 《군함도》 (MBC)
- 《사랑하기 때문에》 (MBC)
- 《불한당》 (MBC)
- 《무확행》 (SBS)
- 《신과 함께 죄와 벌》 (SBS)[4]
- 《쿵푸팬더》 (EBS1)
- 《트롤》 (EBS1)
- 《채비》 (KBS1)
- 《지금 만나러 갑니다》 (JTBC)
- 《염력》 (JTBC)
- 《강철비》 (JTBC)
- 《뷰티인사이드》 (JTBC)
- 《택시 운전사》 (JTBC)
- 《미드나잇 인 파리》 (채널A)
- 《남한산성》 (tvN)
- 《범죄도시》 (tvN)
- 《트랜센던스》 (채널A)

#### 2019년
- 9/11 《기묘한 가족》 (JTBC, 21:30)
- 9/11 《보안관》 (SBS, 20:50)
- 9/12 《국가부도의 날》 (SBS, 21:45)[5]
- 9/12 《궁합》 (SBS, 10:40)
- 9/12 《너의 결혼식》 (SBS, 12:20)
- 9/12 《닥터 스트레인지》 (KBS2, 19:50)
- 9/12 《미쓰백》 (tvN,23:00)
- 9/12 《사도》 (SBS, 00:30)
- 9/12 《이티》 (EBS1, 18:00)
- 9/12 《창궐》 (JTBC, 20:50)
- 9/12 《초능력자》 (채널A, 13:20)
- 9/12 《폴리스 스토리 3》 (MBN, 17:40)
- 9/13 《공작》 (KBS2, 19:50)
- 9/13 《내안의 그놈》 (SBS, 22:00)
- 9/13 《레슬러》 (TV조선, 22:50)
- 9/13 《말모이》 (MBC, 20:20)
- 9/13 《암수살인》 (JTBC, 20:50)
- 9/13 《앤트맨》 (EBS1, 18:00)
- 9/13 《원더풀 고스트》 (MBN, 17:40)
- 9/13 《콜드 체이싱》 (MBN, 22:50)
- 9/13 《협상》 (tvN, 23:00)
- 9/14 《고산자, 대동여지도》 (KBS1, 23:35)
- 9/14 《마션》 (EBS1, 23:35)
- 9/14 《뺑반》 (KBS2, 21:15)
- 9/14 《신과함께: 죄와 벌》 (SBS, 16:20)
- 9/14 《신과함께: 인과 연》 (SBS, 20:40)
- 9/14 《안시성》 (JTBC, 20:50)
- 9/14 《오빠생각》 (채널A, 13:20)
- 9/14 《완득이》 (MBN, 17:30)
- 9/14 《제인》 (EBS1, 01:05)
- 9/15 《군도: 민란의 시대》 (EBS1, 23:35)
- 9/15 《드래프트 데이》 (채널A, 13:20)
- 9/15 《성난황소》 (KBS2, 22:35)
- 9/15 《쇼생크 탈출》 (EBS1, 13:10)
- 9/15 《완벽한 타인》 (tvN, 22:40)
- 9/15 《장수상회》 (MBN, 17:30)
- 9/15 《증인》 (MBC, 22:30)
- 9/15 《청년경찰》 (SBS, 10:50)

### 2020년대

#### 2020년
| 방송 일자 | 작품명 (타이틀)     | 시청 등급 | 방송 채널 | 방송 시간 | 비고 |
| --------- | ------------------- | --------- | --------- | --------- | ---- |
| 9/30      | 양자물리학          |           | KBS 2TV   | 23:10     |      |
| 10/1      | 임금님의 사건수첩   | 10:35     | KBS 2TV   |           |      |
| 10/1      | 신의 한 수: 귀수편  | 21:20     | KBS 2TV   |           |      |
| 10/1      | 천문: 하늘에 묻는다 |           | MBC TV    | 20:10     |      |
| 10/1      | 나잇 & 데이         |           | SBS TV    | 23:50     |      |
| 10/1      | 명량                | EBS 1TV   | 12:30     |           |      |
| 10/1      | 강철비              | JTBC      | 23:00     |           |      |
| 10/1      | 해치지않아          |           | tvN       | 21:00     |      |
| 10/2      | 엑시트              |           | KBS 2TV   | 20:00     |      |
| 10/2      | 코코                |           | MBC TV    | 21:05     |      |
| 10/2      | 사자                |           | SBS TV    | 20:30     |      |
| 10/3      | 내안의 그놈         | 16:00     | SBS TV    |           |      |
| 10/3      | 82년생 김지영       |           | SBS TV    | 20:30     |      |
| 10/3      | 기생충              |           | tvN       | 22:30     |      |
| 10/4      | 돈                  |           | JTBC      | 22:00     |      |

## 같이 보기
- 추석
- 설날특선영화
- 특선영화